# Spreeweg
Der Spreeweg (ehemals: Spreeallee) ist eine Straße im Berliner Ortsteil Tiergarten. Sie verläuft vom Großen Stern durch den Großen Tiergarten bis zur Spree.

## Geschichte

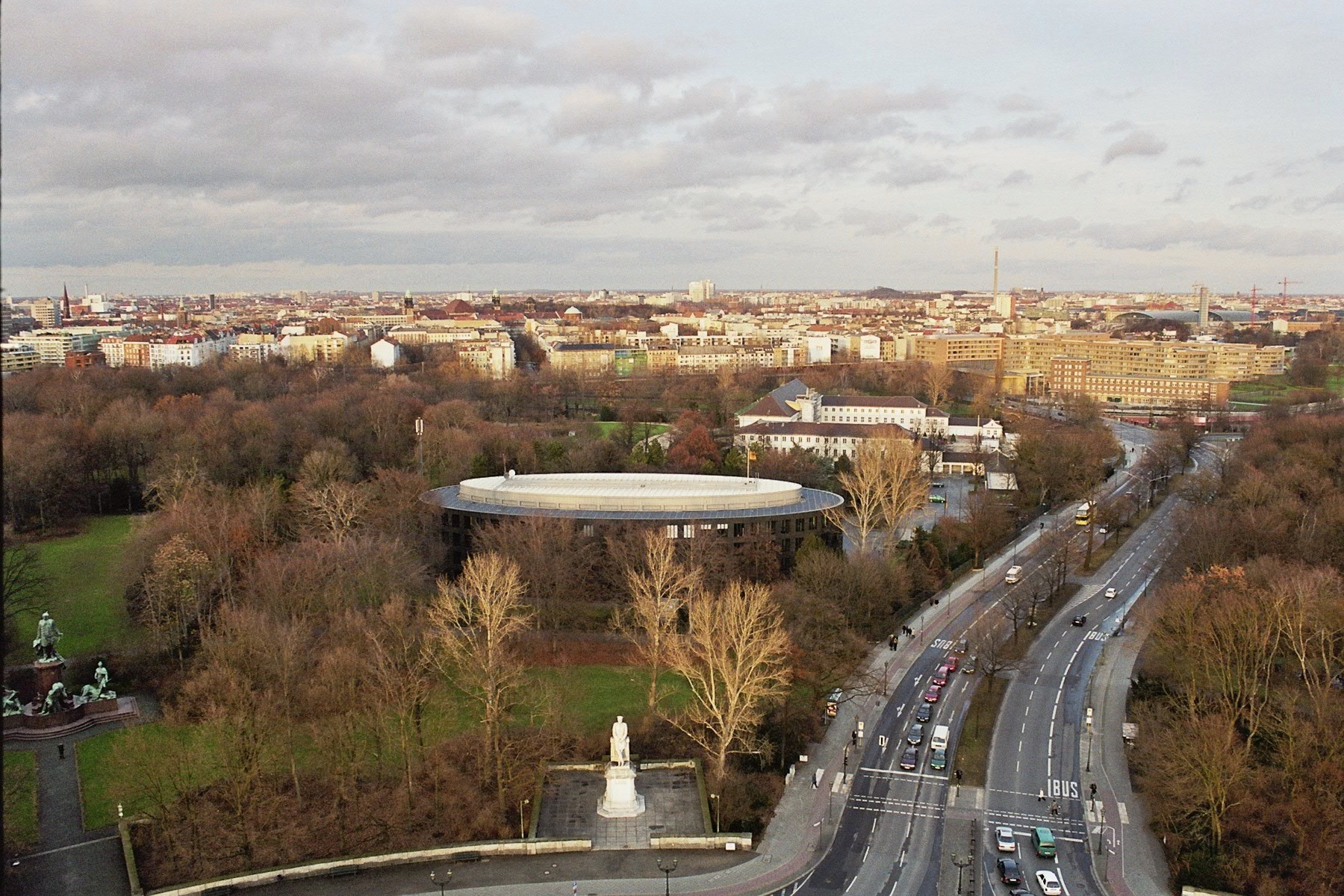
Blick auf den Spreeweg von der Siegessäule

Der frühere Verlauf des Spreewegs führte am Spreeufer östlich der Lutherbrücke weiter bis zum Zeltenplatz (damals: Kurfürstenplatz). Mit der Umbenennung 1934 in Schlieffenufer (heute: John-Foster-Dulles-Allee) schrumpfte der Spreeweg auf seine heutige Länge vom Großen Stern zur Spree.
Am Spreeweg befinden sich das Schloss Bellevue und das Bundespräsidialamt.